# Ochotona cansus
Thỏ cộc Gansu (Ochotona cansus) là một loài động vật có vú thuộc Họ Ochotona của Bộ Thỏ. Đây là loài đặc hữu của Trung Quốc. Loài này được Lyon mô tả năm 1907.